# 森町病院前駅
森町病院前駅（もりまちびょういんまええき）は、静岡県周智郡森町草ケ谷にある、天竜浜名湖鉄道天竜浜名湖線の駅である。
天竜浜名湖線内で一番新しい駅であり、森町内では5番目の駅である。

## 歴史
当駅は公立森町病院への最寄駅として、また森町文化会館等の公共施設が集積しており、利便性向上を図って森町が天竜浜名湖鉄道に新設を要望した請願駅である。総事業費は約1億5,000万円。

### 年表
- 2015年（平成27年）3月14日：天竜浜名湖線遠州森 - 円田間に新設[1][4][4][5]。

## 駅構造
単式ホーム1面1線を有する地上駅。
無人駅。木造待合室が設置されている。ホーム有効長は約40m。
駅南側には駐車場（24台分）及び駐輪場（20台分）とトイレがある。

## 利用状況
近年の1日平均乗車人員の推移は以下の通り。（2014年度は開業から年度末までの18日間の利用人数）
| 乗車人員推移 | 乗車人員推移    |
| 年度         | 1日平均乗車人員 |
| ------------ | --------------- |
| 2014         | 20              |
| 2015         | 30              |
| 2016         | 34              |
| 2017         | 41              |
| 2018         | 46              |
| 2019         | 45              |

## 駅周辺
- 公立森町病院[1]
- 森町文化会館[1]
- 森町立図書館[1]
- 森町中央体育館
- 袋井警察署森分庁舎

## 隣の駅
天竜浜名湖鉄道
■天竜浜名湖線
遠州森駅 - 森町病院前駅 - 円田駅